# Istrski inštrumenti
Istrski inštrumenti so narejeni iz  lesa. Inštrumente so po navadi izdelovali fantje, že odkar so imeli vsaj malo spretnosti. Iz trstike so naredili piščalke, nekaterim so dodajali tudi luknjice, tako, da so lahko dosegali višje in nižje tone. Z glasbo so si tudi pridobivali naklonjenost deklet.
Z začetkom 20. stoletja se je v Istri pojavila harmonika, ki je te inštrumente počasi izrinila.
V Istri prevladujejo večinoma piščali:
- avlosa, dvojna avlosa, arghula 
- otroške piščali kot je šurla, ki je bila glavno glasbilo pastirjev
- dvojnice, vidalice, fiavole, duplice (dvocevna glasbila)
Zelo znan pa je instrument pa so sopela oziroma roženice. Obstjajo dve vrsti teh inštrumentov, velike in male, ki so si na pogled podobne, razlikujejo se le v velikosti
Meh, mih ali mešić je inštrument, ki ga uporabljajo za spremljavo pri plesu. Uveljavila pa se je tudi tambura, še posebej ob plesih.V Čičariji so poznali tudi dvostrunsko tamburo.
Na mesto meha sta nato prišla viulin in bajs, ki sta se uporabljala na porokah, na njih so igrali godci, ki so prihajali iz Karnije. Viulin in bajs nista bila izdelana ročno, amapk kupljena in nista imela pravega istrskega izvora. Predvsem sta bili glasbili severne Istre. Bajs ima samo dve struni in različne dimenzije. Od  malega bajsa pa vse do viončela. V Istri delimo bajse na dve skupini: 
-	bajsi, ki so violske oblike
-	bajsi, ki so violinske oblike
Čez čas so se k tema dvema inštrumentoma pridružili še drugi inštrumenti, kot so trobenta, klarinet, bombardin itd., ki so počasi postavili viulin v vlogo spremljave. Velikokrat so igrali tudi na harmoniko. Ker so bili zvonovi zelo pomembni v vsakdanjem življenju so jih v pesmih velikokrat oponašali.